# チクソイ水力発電所
チクソイ水力発電所（チクソイすいりょくはつでんしょ、スペイン語: Hidroeléctrica Chixoy）は、グアテマラ共和国のネグロ川/チクソイ川/サリナス川水系にある水力発電所、ダムである。世界銀行と米州開発銀行からの資金提供によって、1976年に建設が開始された。同年に発生したグアテマラ地震をうけて、ダムとトンネル工事を耐震基準に適合させるため、大幅な再設計作業が必要であった。さらに、工学技術的なミスの修正と、初年度にうけたトンネルの被害の補修に追加費用が発生し、かなりの予算超過となった。工事開始前の1974年には2億2700万ドルと試算されていた建設費用は、1978年時点で完成まで3億7270万ドルに修正され。、最終的に9億4400万ドルを費やして1983年に完成した。
水力発電プラントは60メガワットの発電機（カプラン水車）5基で、最大発電量は275メガワットである。これは2006年のグアテマラ総電力生産量の約15%に相当し、グアテマラ電力庁 (Instituto Nacional de Electrificación, INDE) の電力生産量の約53%に相当する。延長26キロメートル、落差433メートルのトンネルによって水を発電機に送っている。
ダムと貯水池の建設は、合計で3,445人が生活していた複数の共同体を沈めることになった。当時の軍事政権は住人たちの移住問題で十分な対策をとらず、その後の抗議運動に対し政府軍による極めて暴力的な弾圧が加えられ、1982年にリオ・ネグロの大虐殺として知られる事件が起きた。水力発電所が稼動した後も、住人らの主張は未だ解決されていない。